# Ernest Peixotto

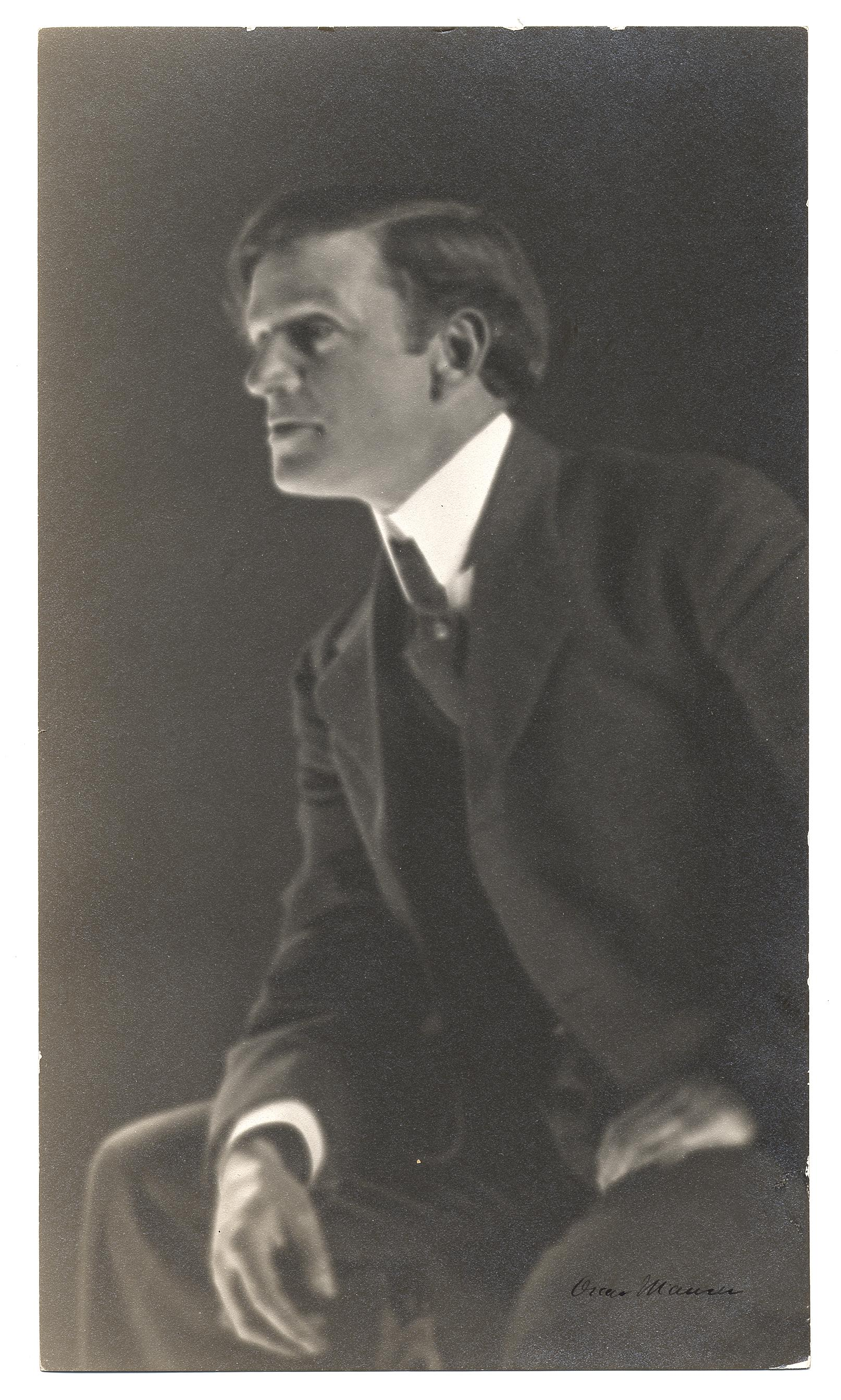
Ernest Peixotto

Ernest Clifford Peixotto (* 15. Oktober  1869  in San Francisco; † 6. Dezember  1940 in New York) war ein amerikanischer Maler, Wandmaler, Illustrator und Autor. Als einer von acht Künstlern der American Expeditionary Force, war es im  Ersten Weltkrieg Peixottos Aufgabe, den Krieg in Zeichnungen festzuhalten.

## Leben

### Familie und Karriere
Ernest Clifford Peixotto wurde am 15. Oktober 1869 in San Francisco, Kalifornien geboren. als dritter Sohn von fünf Kindern einer jüdischen Familie geboren. Sein Vater Raphael Levy Maduro Peixotto war Händler, seine Mutter war Myrtillie Jessica Davis.
1886 besucht Peixotto das Mark Hopkins Institute of Art in San Francisco (heute: San Francisco Art Institute) und wird dort von Emil Carlsen unterrichtet. Dort befreundete er sich auch mit dem später bekannten Autor Frank Norris. Peixotto erregte zum ersten Mal Aufsehen in der San Francisco Kunstszene, als er für die Publikation „The Lark“ das Titelblatt illustrierte.  Ab 1888 studierte Peixotto auf Ermutigung von Emil Carlsen hin in Paris an der Académie Julian. Dort unterrichteten ihn unter anderen Jules-Joseph Lefebvre und Jean-Joseph Benjamin-Constant.
Hier begegnete er seinem Freund Frank Norris erneut, der sich ebenfalls zu einem Studium an der Académie Julian entschieden hatte. Die beiden einte eine Leidenschaft für das Skizzieren von Artilleriegeräten und Waffen. 1890 und 1891 stellte Peixotto im Salon de Paris die beiden Gemälde „Le Vieux Garde de Chasse“ und „Dans l’Église“ aus und wurde daraufhin als aufsteigender Stern der Kunst in den USA gehandelt.
Nach sechs Jahren in Frankreich kehrte Peixotto 1894 in die USA zurück, malte einige Jahre lang in San Francisco Porträts und begann 1897 beim Scribner’s Magazine und beim Harper’s Magazine in New York als Illustrator zu arbeiten. Hier arbeitete er auch als Illustrator an Henry Cabot Lodges „The Story of the Revolution“. Um alle im Buch genannten Orte der Revolution angemessen zu illustrieren, reiste Peixotto an alle Schauplätze.
Peixotto heiratete 1897 Mary G. Hutchinson, eine Künstlerin, die in Paris auch unter Emil Carlsen studiert hatte. Zusammen reisten sie mehrere Jahre unter anderem durch Frankreich, Spanien, Portugal und Italien, später auch durch Südamerika. Nebenher schrieb er mehrere Artikel für das Scribner’s Magazine über seine Reiseerfahrungen. Mit den Erfahrungen dieser Reisen verfasste Peixotto mehrere Reisebücher, die er mit seinen Zeichnungen der dortigen Landschaft illustrierte.
Ab 1907 unterrichtete er kurzzeitig am Art Institute of Chicago.

### Zeit in der American Expeditionary Force
Mit Beginn des Ersten Weltkrieges brach Peixotto einen Aufenthalt in Frankreich ab und kehrte in die USA zurück.
Nach intensiver gedanklicher Auseinandersetzung mit dem Krieg, schloss er sich der Division of Pictorial Publicity unter  Charles Dana Gibson an, deren Ziel es war die amerikanischen Bürger mit Propaganda für den Krieg zu begeistern. Mithilfe von Kunstwerken, die die heroische Aufopferung und den Mut von Soldaten zeigten, sollten die Amerikaner sich mit ihnen solidarisieren.

Kurze Zeit später wurden Peixotto und sieben andere Maler (Wallace Morgan, William James Aylard, Harry Townsend,
Harvey Dunn, Walter Jack Duncan, George Matthews Harding, Jules Andre Smith) der Division of Pictorial Publicity von John J. Pershing als Captains der Abteilung für Malerei zum United States Army Corps of Engineers berufen. Ihre Aufgabe wurde es, den Krieg in Bildern festzuhalten. Peixotto tat das meist in Form von Skizzen und Zeichnungen der zerstörten Landschaft und Architektur nach geschlagener Schlacht.

### Zeit nach dem Krieg
Nach Ende des Krieges verblieb Peixotto in Frankreich, nahe Paris als Leiter der Abteilung für Malerei in einem Trainingszentrum für Malerei der  US-Army. Von 1919 bis 1926 war er zudem in New York Präsident der Abteilung Wandmalerei des Beaux-Arts Institute of Design. Ab 1924 konzentrierte sich Peixotto auf die Wandmalerei, es entstanden in mehreren Gebäuden New Yorks Wandgemälde, darunter 1924 auch in der Bank of New York. Von 1929 bis 1939 wird er Präsident der National Society of Mural Painters der USA. 1937 wurde er in die American Academy of Arts and Letters gewählt.
Am 6. Dezember 1940 verstirbt Peixotto in New York im Alter von 71 Jahren.

## Werke

### Bücher
- By Italian Seas  (1906)
- Through the French Provinces (1909)
- Romantic California (1910)
- Pacific Shores from Panama (1913)
- Our Hispanic Southwest (1916)
- A Revolutionary Pilgrimage, being an Account of a Series of Visits to Battlegrounds & other Places made memorable by the War of the Revolution (1917)
- The American Front (1919)
- Through Spain and Portugal (1922)
- A Bacchic Pilgrimage: French Wines (1932)

Alle Bücher wurden von Peixotto selbst illustriert.

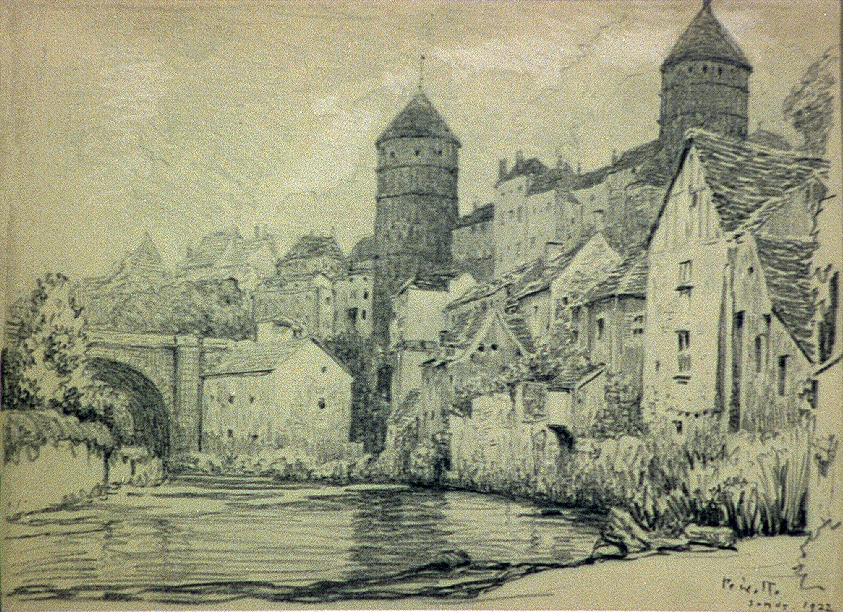
Ernest Peixotto, Fortified Town by River, Frankreich, 1922

### Buchillustrationen
- Samuel Jacques Brun(1896): Tales of Languedoc.
- Emma Frances Dawson (1897): An Itinerant House and other Stories.
- Robert Louis Stevenson (1897): Letters.
- Robert Howe Fletcher (1898): Ten Drawings in Cinatown.
- Henry Cabbot Lodge (1898): The Story of the Revolution.
- Agnes Repplier (1898): Philadelphia: The Place and the People.
- Charles Hemstreet (1899): Nooks and Corners of Old New York.
- Roosevelt, Theodore (1899): Life of Cromwell.
- Frederick Milton Willis (1903): The City of Is, and other Poems.
- Wharton, Edith (1905): Italian Backgrounds.
- Wallace Irwin(1906): Chinatown Ballads.
- Clayton Hamilton (1925): Wanderings.

### Gemälde
- Le Vieux Garde de Chasse (Öl, 1890)
- Dans L’Église (Öl, 1891)
- Woman of Rijsoord (Öl, 1895)
- Lady in Yellow (Öl, 1900)
- The Dutch Birdcage (Öl, 1907)
- The Pool, La Granja (Öl, 1915)

### Wandgemälde
- Wandgemälde „Morte d’Arthur“ in Cleveland, Ohio für Henry A. Everett (1911)
- Wandgemälde in der Seaman’s Bank in New York City (1924)
- Wandgemälde in der Bank of New York City in New York City (1924)
- Wandgemälde im Century Club in New York City (1924)
- Wandgemälde in San Mateo, Kalifornien für William B. Bourn (1925)
- Wandgemälde in Long Island, New York für Farris Russell (1929)
- Wandgemälde in Pasadena, Kalifornien für John C. Cravens (1930)
- Wandgemälde in Florenz, Italien für Timothy Spelman (1931)
- Wandgemälde in Washington D.C. für das George Washington Bicentenary (1932)

### Skizzen
Der Großteil von Peixottos Werk besteht aus Landschaftsskizzen.

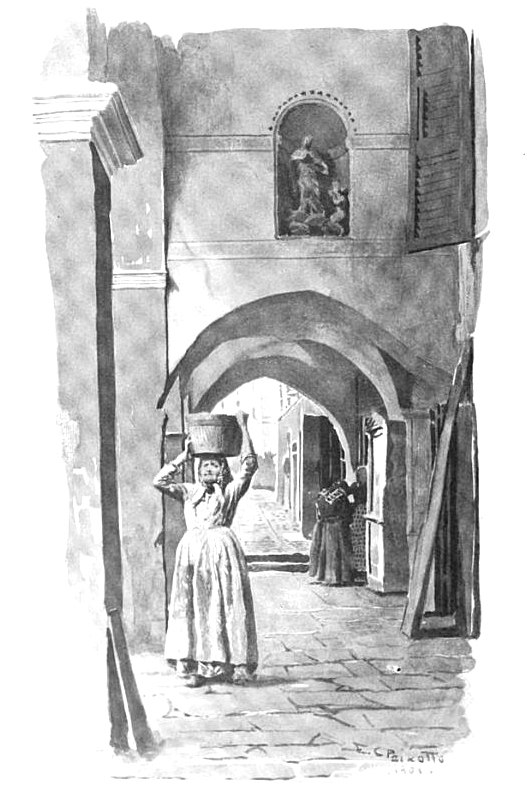
Ernest Peixotto: Arcades where the Women Work
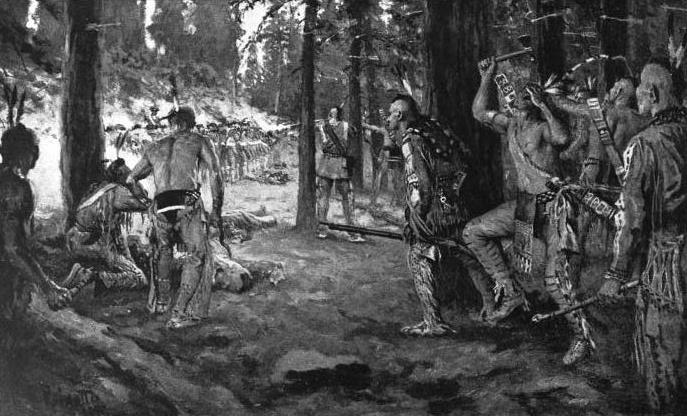
Ernest Peixotto: Cherokee Attack Fort Loudoun Garrison
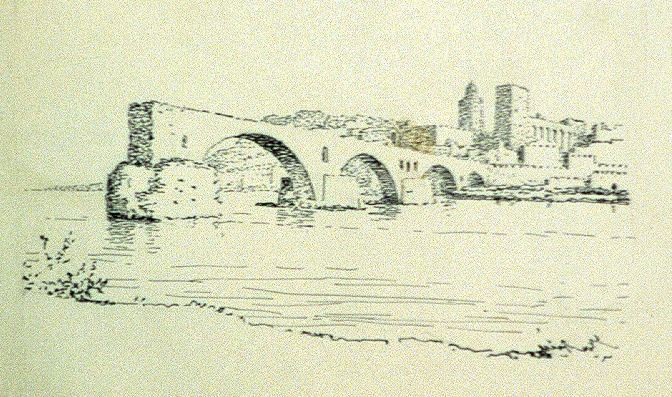
Ernest Peixotto: Avignon
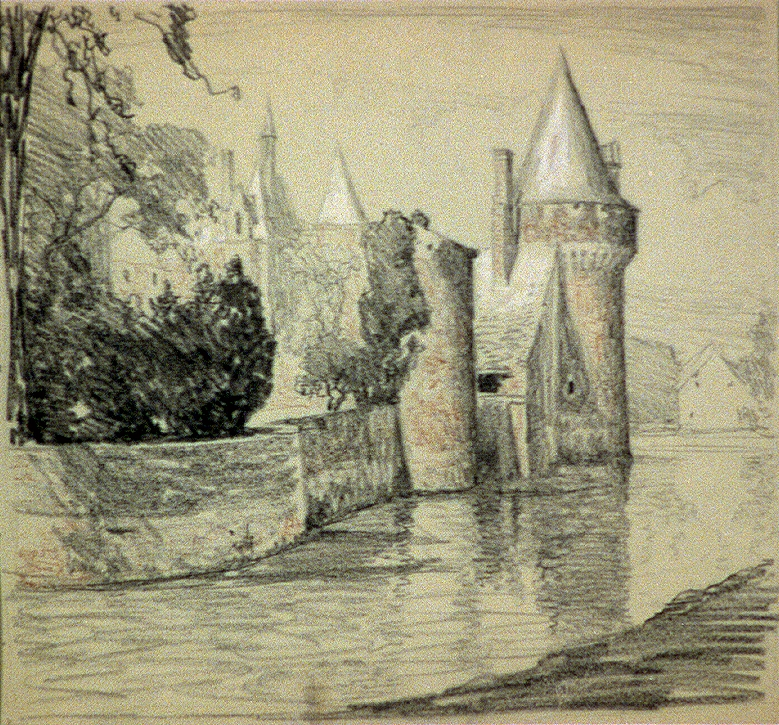
Ernest Peixotto: Chateau de Moulin
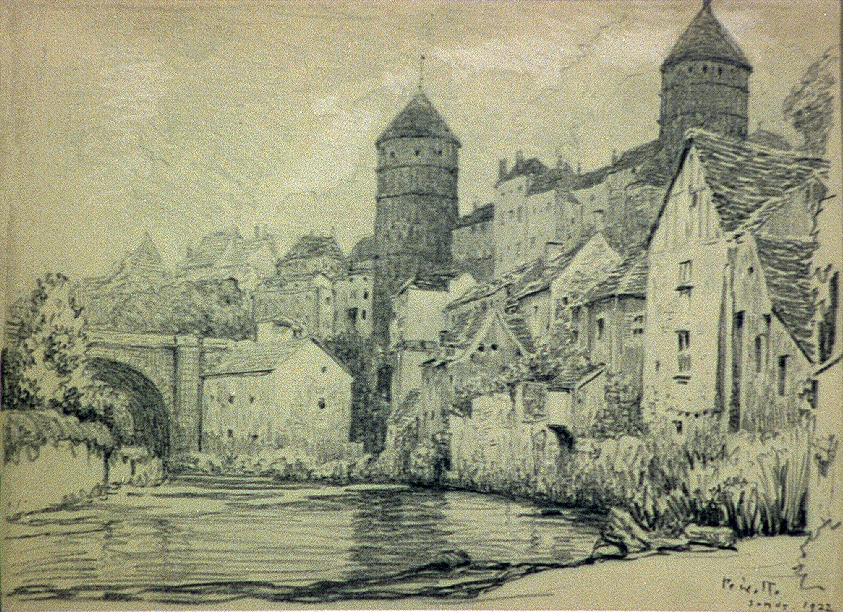
Ernest Peixotto: Fortified Town by River, Frankreich
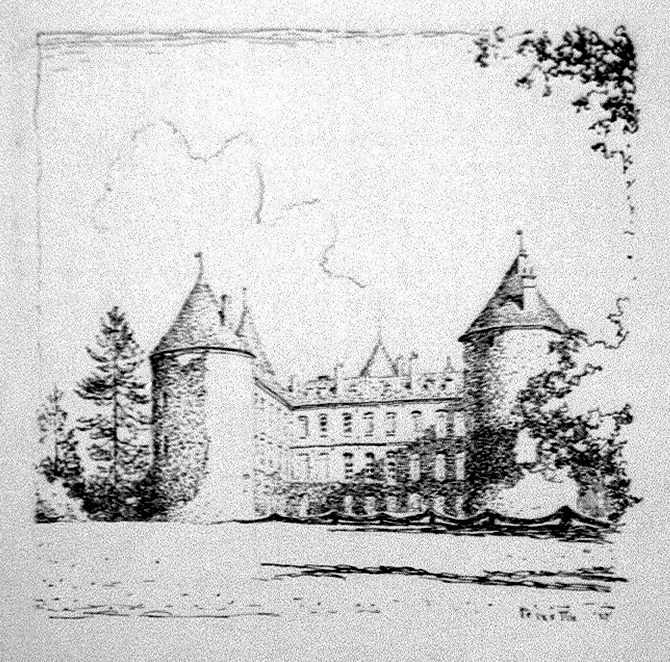
Ernest Peixotto: Chateau of La Grange Bleneau
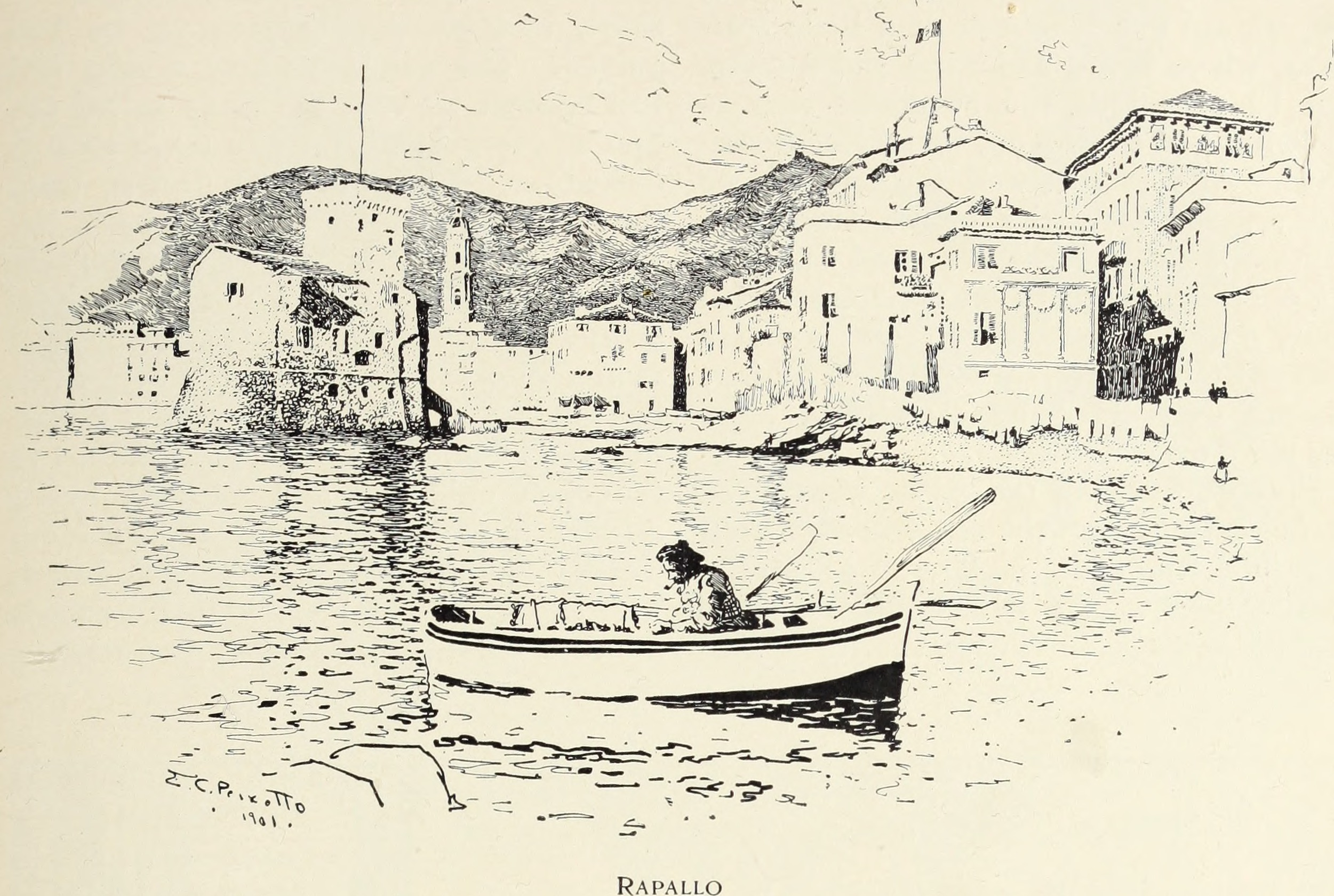
Ernest Peixotto: Illustration für Harper’s New Monthly Magazine Vol. 104
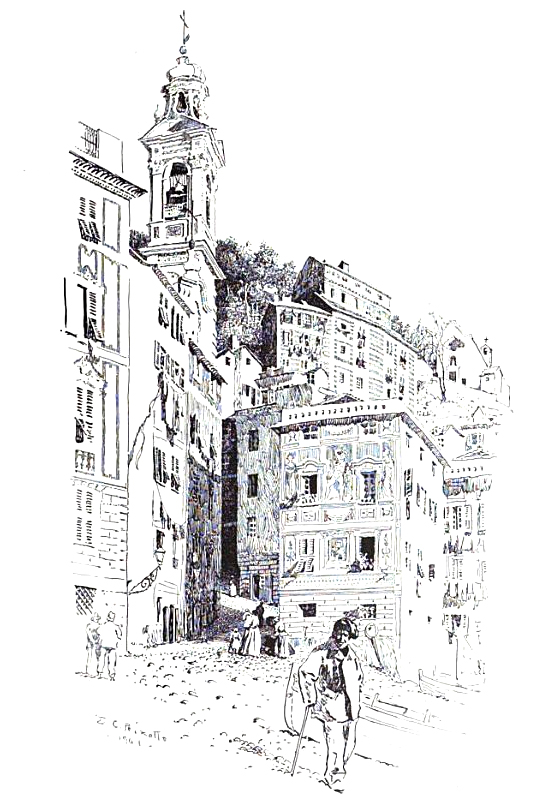
Ernest Peixotto :Little Painted Village by the Sea
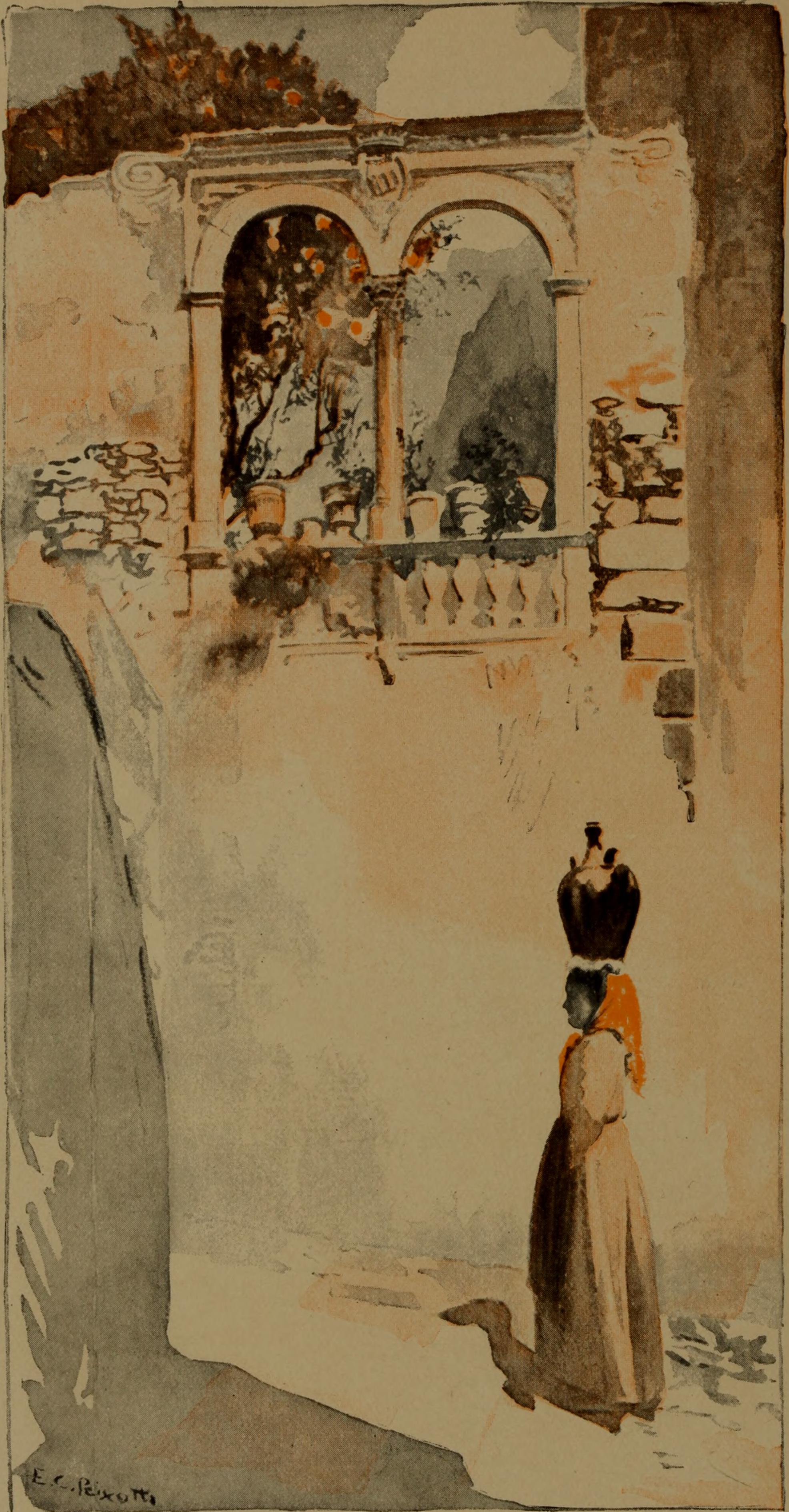
Ernest Peixotto: Outing
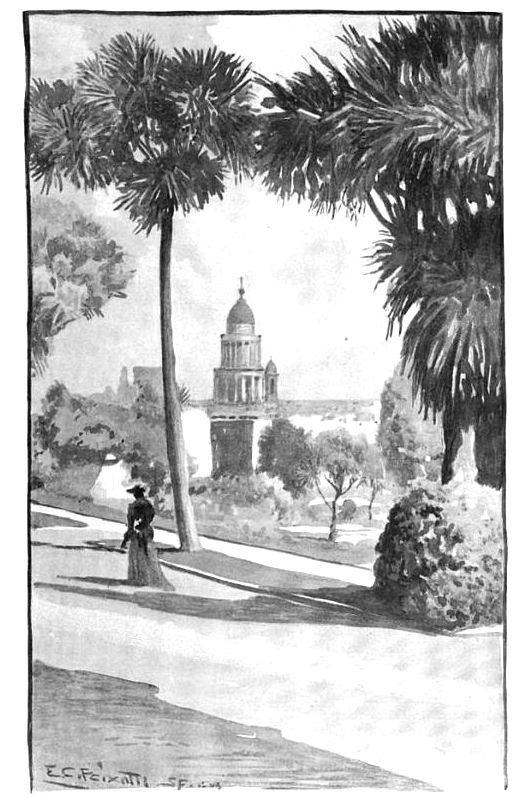
Ernest Peixotto: San Francisco City Hall